# 커트 뷰식
커트 뷰식(영어: Kurt Busiek, 1960년 9월 16일 ~ )는 미국의 만화가이다. 마블 코믹스와 DC 코믹스, 이미지 코믹스를 오가며 다양한 각본을 쓰고 있다. 조지 페레스와 같이 《저스티스 리그 오브 아메리카》, 《어벤저스》를 장기간 담당해왔으며 이외에 《마블스》와 본인이 창작한 《아스트로시티》가 대표작이다. 대한민국에는 시공사를 통해 그의 작품 《슈퍼맨: 시크릿 아이덴티티》가 발매되어 있다.
뷰식은 1960년 매사추세츠주 보스턴에서 태어났다. 1982년 시러큐스 대학교를 졸업한 해부터 이미 만화 각본을 쓰기 시작했는데 이때 쓴 것이 《그린 랜턴》, 《파워맨과 아이언 피스트》, 《원더우먼》, 《레드 토네이도》 등이었다. 이후로도 《미키 마우스》, 《뱀피렐라》, 《스파이더맨》 등 다양한 장르를 아우르는 글쓰기를 해왔다. 1993년에 뷰식은 앨릭스 로스 화백의 그림을 붙인 《마블스》를 발표했는데, 평론가와 대중 양쪽의 호평을 이끌어내어 그의 대표작으로 남았다.
현재는 아내와 두 딸과 함께 퍼시픽노스웨스트에서 살고 있다.

## 저작

### 마블 코믹스
| 제목              | 원제                  | 이슈              | 작화        | 연도      |
| ----------------- | --------------------- | ----------------- | ----------- | --------- |
| 마블스            | Marvels               | #1-4              | 앨릭스 로스 | 1994      |
| 썬더볼츠          | Thunderbolts          | #1-34, #0         | 배리 킷슨   | 1997-2000 |
| 어벤저스 (3부)    | Avengers Vol.3        | #1-15, #19-56, #0 | 조지 페레스 | 1998-2002 |
| 어벤저스/썬더볼츠 | Avengers/Thunderbolts | #1-6              | 톰 그러밋   | 2004      |

### DC 코믹스
- 슈퍼맨: 시크릿 아이덴티티